# لئوپولت یکم
لئوپولد یکم(به آلمانی: Leopold I)(زادهٔ ۹ ژوئن ۱۶۴۰ - درگذشته ۵ مهٔ ۱۷۰۵) امپراتور مقدس روم و پادشاه مجارستان (با عنوان لیپوت یکم (به مجاری: I. Lipót)) و بوهم بود.
وی پسر دوم فردیناند سوم، امپراتور مقدس روم و از دودمان هابسبورگ بود.
نیای مادری او فلیپه سوم پادشاه هابسبورگی اسپانیا بود. همچنین هماورد او در فرانسه یعنی لوئی چهاردهم نیز پسرخاله‌اش بود.
او در ۱۶۵۴ میلادی در پی مرگ برادر بزرگترش فردیناند چهارم به ولیعهدی رسید. در ۱۶۵۸ نیز تاج امپراتوری مقدس روم را بر سر نهاد.
او پیروزی‌های بزرگی را در نبرد با عثمانیها به دست آورد و توانست همهٔ مجارستان و ترانسیلوانیا را ضمیمهٔ سرزمینش نماید. وی همچنین با فرانسه نیز وارد جنگ شد. در درگیری‌های مربوط به جانشینی در اسپانیا نیز دخالت کرد. امپراتوری هابسبورگ در روزگار او پیروزی‌های بزرگی به دست آورد و گسترده‌تر شد.